# La maldición de Frankenstein
La maldición de Frankenstein (en francès Les Expériences érotiques de Frankenstein) és una pel·lícula fantàstica francesa-espanyola-portuguesa escrita i dirigida per Jesús Franco, estrenada el 1973.

## Sinopsi
En el seu laboratori, el doctor Frankenstein, ajudat pel seu ajudant Morpho, completa la feina de la seva vida: el trasplantament d'un nou cervell a la seva criatura, un gegant amb una força colossal, per tal de fer-lo intel·ligent i donar-li la paraula. Però immediatament és segrestat per Melissa, una dona ocell, i la seva devota serventa Caronte. En la lluita, el Doctor va resultar greument ferit i Morpho va morir.
Melissa i Caronte porten el monstre de tornada al castell de Cagliostro, un poderós bruixot que va engendrar el Primer, un vampir i un oracle clarivident, a partir d'ou i llavor. Cagliostro planeja utilitzar la criatura de Frankenstein per portar-li joves verges per satisfer els seus impulsos sexuals. Però sobretot pretén fer-lo aparellar amb un altre monstre que ell mateix va crear, una dona perfecta formada per trossos de nenes mortes pures perquè després pareixi un ésser suprem i superior. Aquest últim serà la clau de volta de Panthos, una secta de morts vivents controlada pel bruixot nigromante.
Mentrestant, Frankenstein mor de les seves ferides malgrat l'ajuda del doctor Seward. Durant el seu funeral, aquest coneix la Vera, la filla del dissenyador. Mentre intenta continuar el treball del seu pare al seu laboratori, el ressuscita temporalment utilitzant un sofisticat dispositiu anomenat "el raig de la vida". Li anuncia que la seva creació ha estat robada pels secuaces del bruixot Cagliostro. Decidida a recuperar-la, va al seu castell tot i ser conscient del perill. La segueixen el doctor Seward i l'inspector Tanner. Intentaran frustrar el pla maquiavèlic i macabre del terrible Cagliostro.

## Repartiment
- Alberto Dalbés: doctor Seward
- Dennis Price: doctor Frankenstein
- Howard Vernon: Cagliostro
- Beatriz Savón: Vera Frankenstein
- Anne Libert: Melisa
- Fernando Bilbao: Monstre
- Britt Nichols: Madam Orloff
- Luis Barboo: Caronte
- Daniel White (acreditat com Daniel Gerome) : Tanner
- Doris Thomas (acreditat com Doris Tom) : Abigail
- Lina Romay: Esmeralda
- Jesús Franco (acreditat com J. Franco) : Morpho

## Vídeo domèstic
La pel·lícula va sorgir en DVD en solitari la versió espanyola, editada primerament a Alemanya per X-Rated Kult el 2004 amb el títol Eine Jungfrau in den Krallen von Frankenstein, després als Estats Units per Image Entertainment. el 2005 amb el títol "The Rites of Frankenstein". Més tard la pel·lícula també es va estrenar a Espanya (amb el títol correcte), Japó i Gran Bretanya.
Els drets de la versió francesa no són accessibles per problemes legals. A Itàlia la pel·lícula és coneguda per ser emesa fora d'horari durant una nit dedicada al cinema Jess Franco. En aquella ocasió, però, es va utilitzar l'antiga edició espanyola VHS de la Divisa Ediciones en què el format de pantalla completa feia impossible entendre la composició de la imatge.